# Muuruvesi (kommun)
Muuruvesi är en ort och före detta kommun i landskapet Norra Savolax i Finland. 1960 hade orten 452 och kommunen 4 409 invånare. Muuruvesi är också namnet på sjön vid vars strand orten ligger.
1 januari 1971 sammanslogs kommunerna Juankoski, Muuruvesi och Säyneinen till en ny kommun med namnet Juankoski. 2017 införlivades Juankoski med Kuopio kommun. Muuruvesi var enspråkigt finskt. 

## Sevärdheter
- Muuruvesi stenkyrka (Josef Stenbäck, 1904). Kyrkan är en av de mest arkitektoniskt betydelsefulla nationalromantiska kyrkorna i Finland. Byggd i massiv granit domineras kyrkan av ett uppåt sluttande torn på sidan av centralaxeln och magnifika halvcirkulära fönster.
- Muuruvesi Museum

## Utbildningsinstitutioner
Savolax yrkes- och vuxenhögskola, naturresurser, undervisningen upphörde 2019.

## Kända personer från Muuruvesi
- Veijo Pasanen
- Kaisa Parviainen
- Riitta Vainionpää

## Bilder

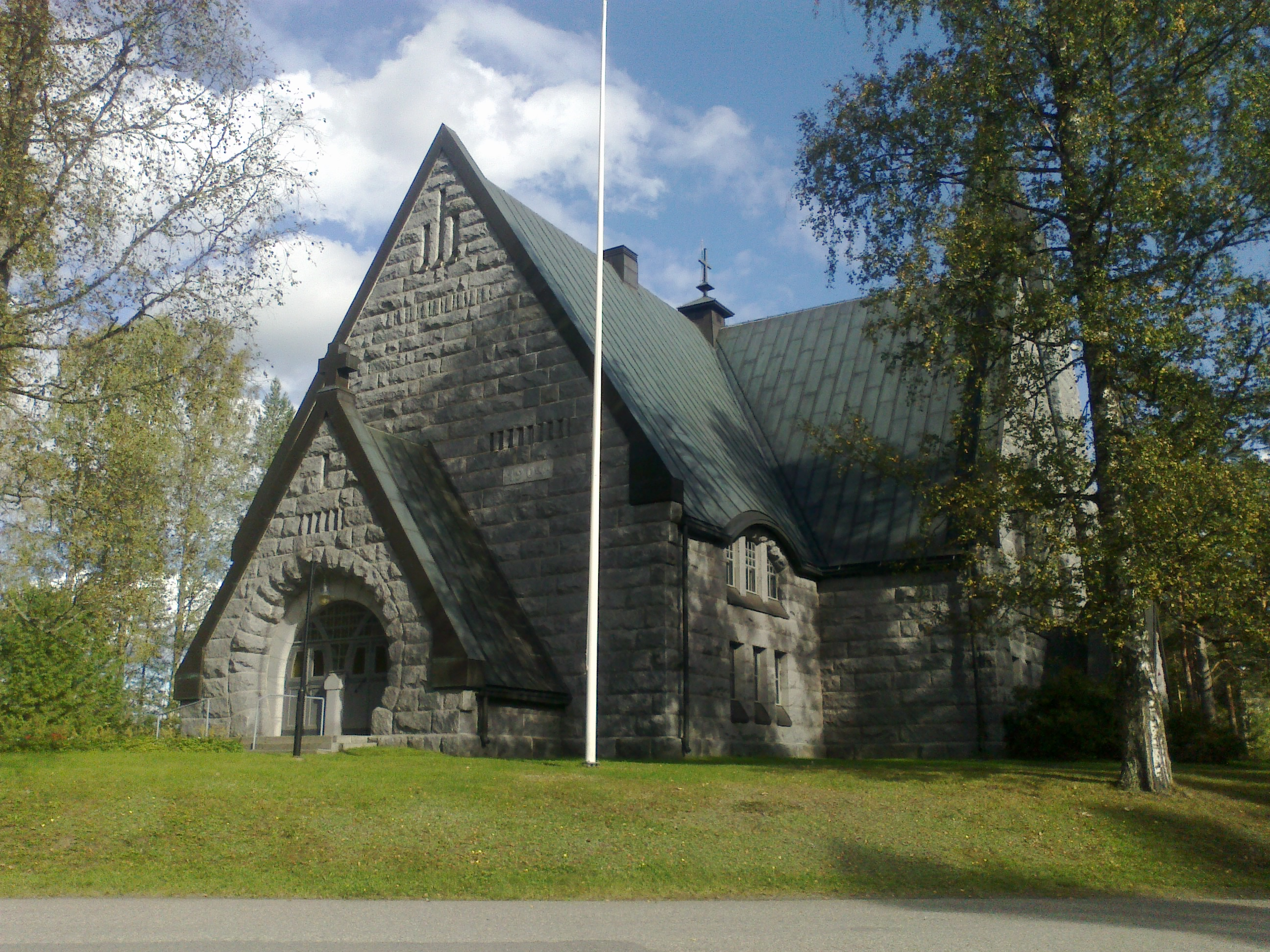
Muuruvesi kyrka
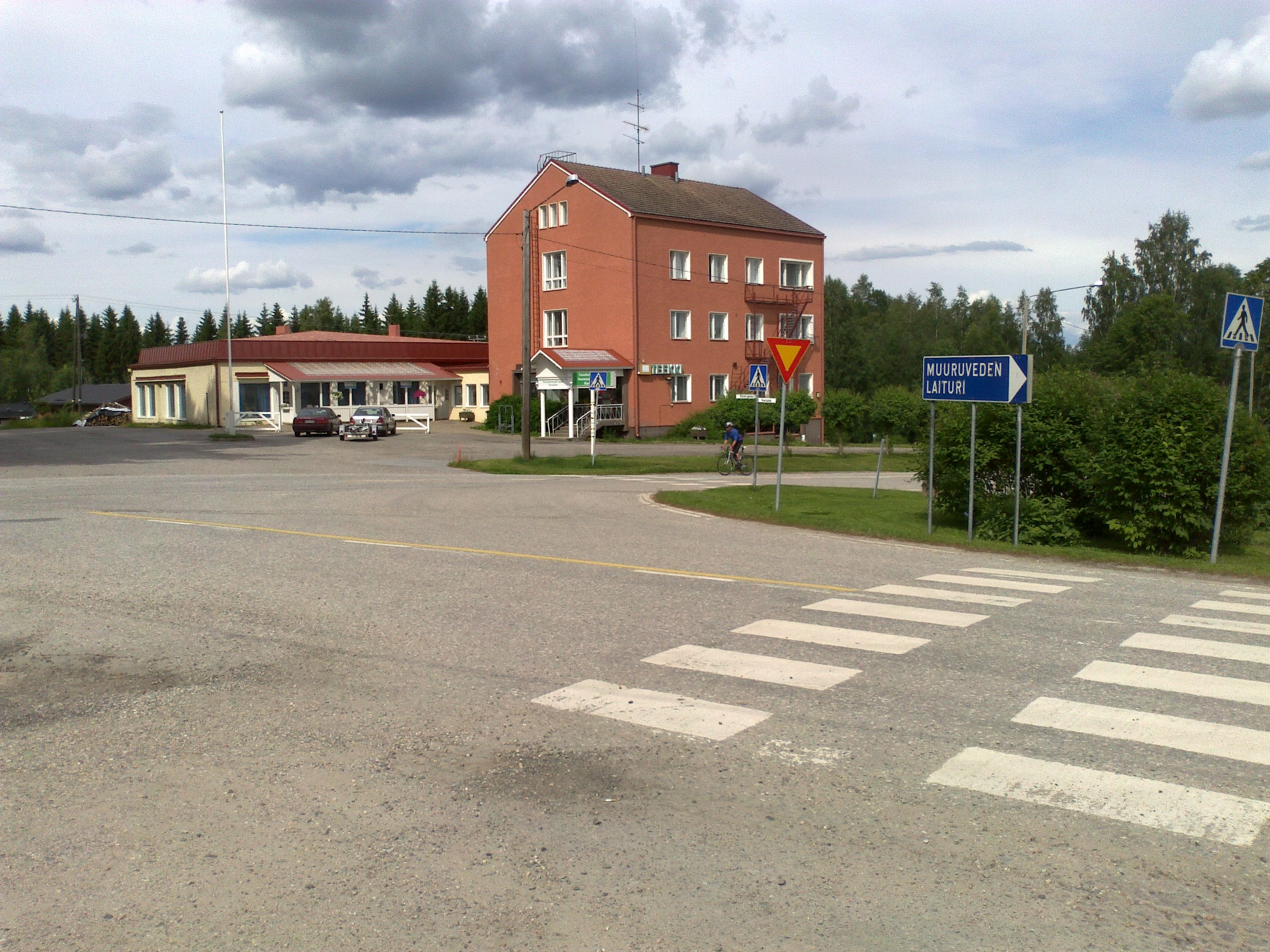
Kooperativa huset (före detta kooperativ och kooperativ butik, färdig 1953). Ombyggd 2012 till hotell och bar.
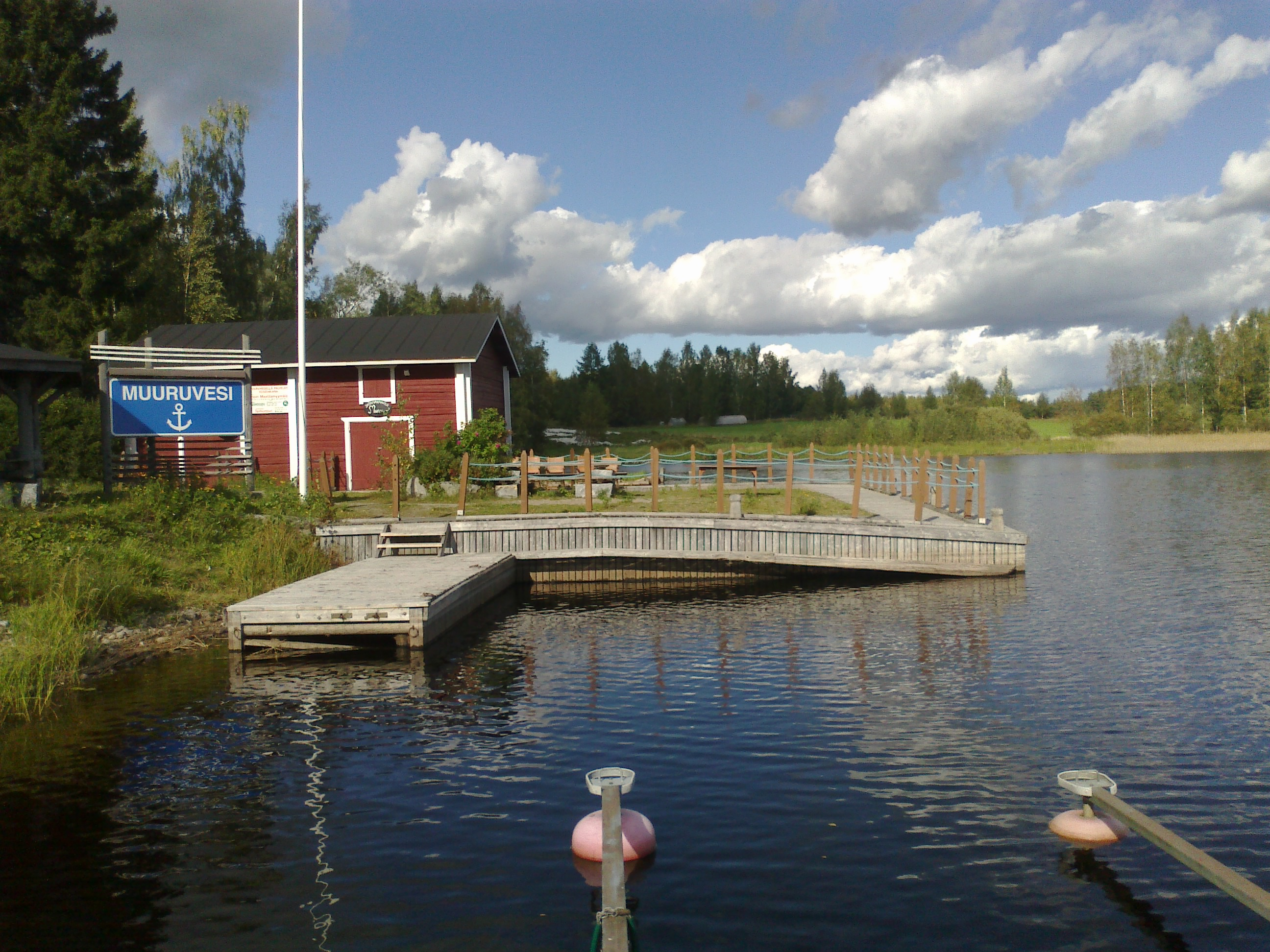
Muuruvesi småbåtshamn